# Tregear, New South Wales
Tregear este o suburbie în Sydney, Australia.